# Bredden

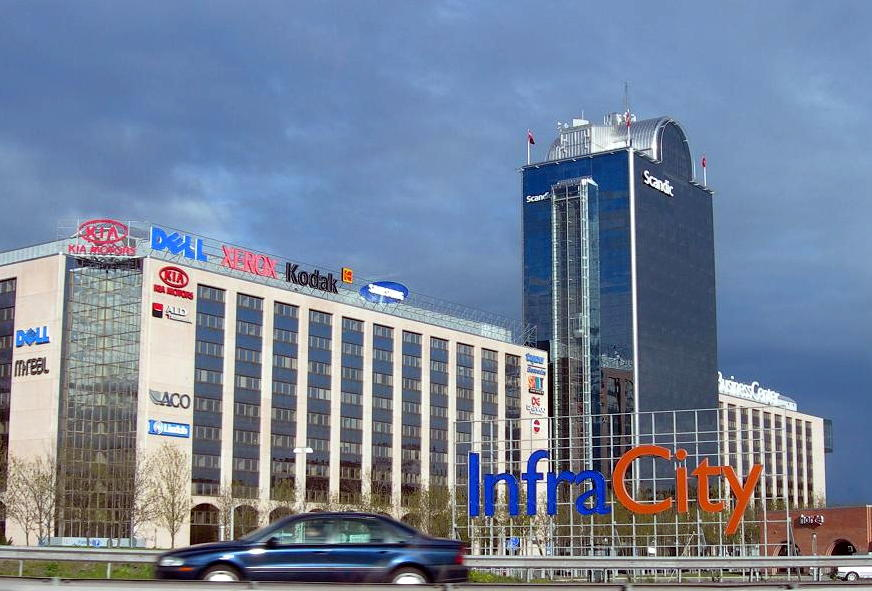
Infra City

Bredden, tidigare InfraCity, är en företagspark och köpcentrum intill E4 i Upplands Väsby mellan Stockholm och Arlanda. I området ligger Scandic InfraCity, InfraMässan, konferenscenter samt flera butiker och restauranger. Anläggningen har haft flera ägare.  Under sommaren 2019 blev Alecta ägare till 100 procent, efter att ha köpt området av Profi Fastigheter. Totalt handlar det om 190 000 kvm kontor, butiker, hotell och lager.
Området började bebyggas på 1970-talet av finansmannen Lars Gullstedt och gick under namnet GLG-center vilket var Gullsteds initialer. Utbyggnaden fortgick under de kommande decennierna. Det 24 våningar höga hotellet, där de översta våningarna inrymde byggherrens privata bostad, invigdes 1991. Efter Gullsteds konkurs 1993 togs området över av de största långivarna och året därpå ändrades namnet till Infracity.
Bredden, då Infracity, var platsen för Irak-konferensen i Stockholm 2008.